# Vivekanand Education Society's Institute of Technology

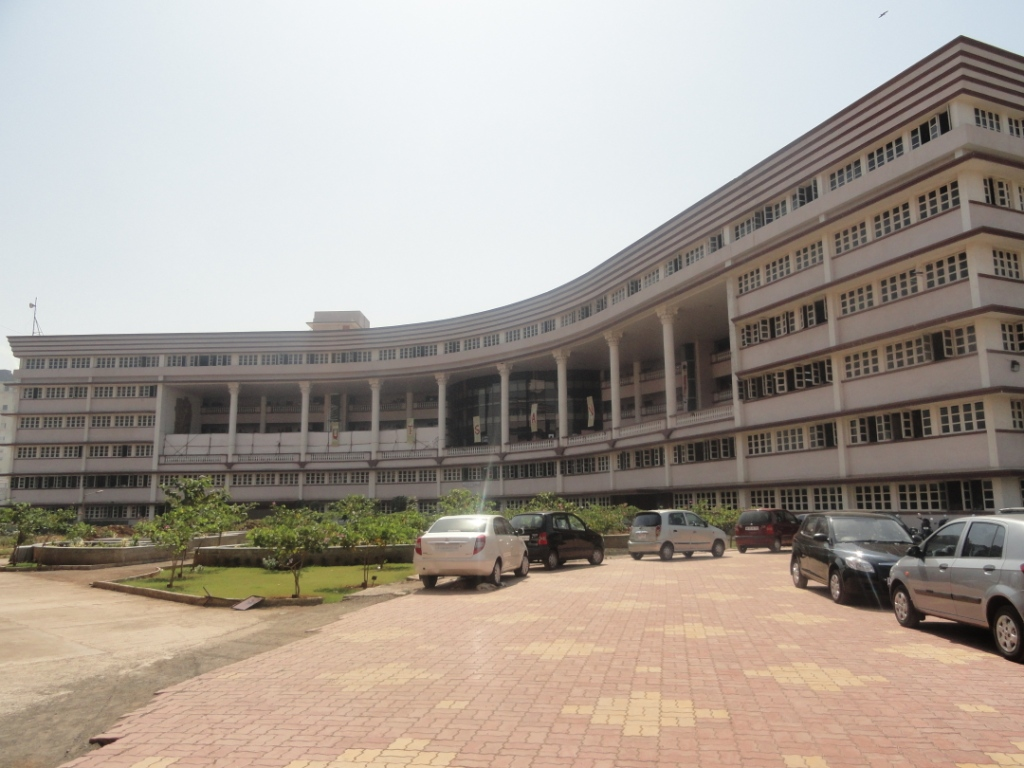
Högskolans nya byggnad

Vivekanand Education Society's Institute of Technology, VESIT, är en teknisk högskola i Indien, grundad 1984. Den är affilierad med University of Mumbai. VESIT erbjuder utbildning inom följande teknikområden:
- Elektronik
- Elektronik och telekommunikation
- Datavetenskap
- Informationsteknik
- Instrumentation
- Master i dataapplikationer